# Grönalid, Ängelholms kommun

Grönalid är en 1700-talsgård i Hallandsåsens skogar, i Tåssjö socken i Ängelholms kommun, Skåne.

## Historik
Gården siste ägare var Axel Fredrik Berg von Linde, han kallades för Fritz. Han dog 1969 och gården har stått orörd sedan dess. 2012 köptes fastigheten av en privatperson från den stiftelse som ägt den.

## Byggnadens karaktär
Delar av gårdsbyggnaderna är från 1700-talet och har stått sig mycket väl genom seklerna. Det fanns många 1700-talsgårdar vid Hallandsåsen vid förra sekelskiftet. Idag är det Grönalid som finns kvar.